# Carrizo Plain National Monument
Carrizo Plain National Monument ist ein Schutzgebiet vom Typ eines National Monuments im US-Bundesstaat Kalifornien im San Luis Obispo County und Kern County. Es liegt in einer Ebene zwischen zwei Bergketten und bewahrt ein Ökosystem, wie es ursprünglich im ganzen Süden des kalifornischen Central Valleys bestand. Das Gebiet wurde Anfang 2001 in den letzten Amtstagen von Präsident Bill Clinton per Presidential Proclamation ausgewiesen.

## Beschreibung
Die Carrizo-Ebene (nach dem spanischen Wort für Schilfrohr) liegt in den Südlichen Kalifornischen Küstengebirgen zwischen den kleinen Bergketten Caliente Range und Temblor Range. Sie hat keinen natürlichen Abfluss, alle Niederschläge sammeln sich im Soda Lake, einem fast ganzjährig ausgetrockneten See im Nordwesten des Gebietes. Sie ist geprägt durch ein Steppenklima und enthält das einzige großflächig erhaltene Grassland in Kalifornien. Damit kann dort die potentiell natürliche Vegetation des benachbarten Tals des San Joaquin Rivers im kalifornischen Längstal nachvollzogen werden. Dank künstlicher Bewässerung ist dieses heute eines der weltweit wichtigsten Anbaugebiete für Obst und das am intensivsten landwirtschaftlich genutzte Gebiet der Vereinigten Staaten.
Die vorherrschende Vegetation besteht aus Rispengräsern, wobei die Geländestruktur ein kleinräumiges Mosaik aus den verschiedensten Pflanzengesellschaften je nach Bodenfeuchtigkeit, Höhe und Lage hervorruft. In den tiefsten Lagen, am Soda Lake, wachsen salztolerante Melden und andere  Fuchsschwanzgewächse. Schon geringste Erhebungen schützen den Boden vor den Salzen, hier stehen diverse Korbblütler. Trockenere, höhere Standorte werden von Lupinen besiedelt. In etwas geschützteren mittleren Lagen wachsen vereinzelt Wacholder und Eichen. Mehrere kleine Hügelzüge sind locker mit verschiedenen Arten aus der Gattung der Meerträubel bestanden. Kurz nach Niederschlägen, die vorwiegend im Winterhalbjahr vorkommen, zeigt sich die Ebene als Blütenmeer, vorwiegend der Korbblütler und Lupinen.
Das Schutzgebiet ist der größte zusammenhängende Lebensraum der Wüsten-Unterart des Kitfuchses. Schon vor der Unterschutzstellung wurden der im Gebiet ausgerottete Gabelbock und die Thule-Unterart des Wapiti wieder ausgewildert. Seit den 1990er Jahren können immer öfter auch weiter nördlich ausgewilderte Kalifornienkondore bei der Nahrungssuche in der Carrizo Plain beobachtet werden. Die Ebene ist Rastplatz und Winterquartier für den Kanadakranich, den Amerikanischen Brachvogel und den Bergregenpfeifer sowie eine Vielzahl von Greifvögeln. Hier wachsen auch mehrere nach Bundesrecht durch den Endangered Species Act sowie nach dem Recht des Staates Kalifornien besonders geschützte und vom Aussterben bedrohte Pflanzenarten. Deshalb wurde die Ebene schon vor der Ausweisung als National Monument von der für Artenschutz zuständigen Behörde U. S. Fish and Wildlife Service als Gebiet hoher Priorität eingestuft.
An der Nordostseite des Gebietes, unter der Flanke der Temblor Range, verläuft die San-Andreas-Verwerfung. Wegen des trockenen Klimas ist sie in diesem Abschnitt kaum erodiert, so dass sie in der Carrizo Ebene hervorragend beobachtet werden kann.

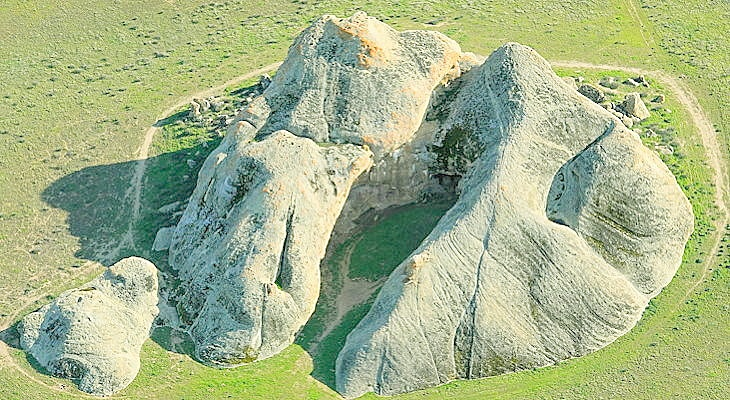
Painted Rock, der heilige Felsen in der Carrizo Ebene

## Carrizo Plain National Monument heute
Die Ebene wurde in der zweiten Hälfte des 19. Jahrhunderts durch Homesteader besiedelt. Außerdem wurden damals in den angrenzenden Bergketten mehrere kleine Erz-Bergwerke eingerichtet. Sie wurden aufgegeben, weil die Region weder für Ackerbau noch für Bergbau lukrativ war. Große Teile des Gebietes wurden mit geringer Intensität als Rinderfarm genutzt, bevor sie von der gemeinnützigen Naturschutzorganisation The Nature Conservancy aufgekauft werden konnten. Diese verkaufte den Boden weiter an die Bundesregierung zur Einrichtung des National Monuments. Im National Monument liegen immer noch Privatgrundstücke und diese sind nicht Teil vom National Monuments. Diese Privatgrundstücke können nur Teil des National Monuments werden, sofern sie freiwillig von den Vereinigten Staaten erworben werden können. Erwirbt der Bund Privatgrundstücke innerhalb des National Monument, so werden diese Grundstücke Teil des Schutzgebietes. Die Ausweisung des National Monuments hat keinen Einfluss auf die Rechte von Eigentümern von Grundstücken, welche sich nicht im Eigentum der USA befinden im oder an den Grenzen des Schutzgebietes. Bei der Errichtung des Schutzgebietes wurden auch bestehende Weiderechte privater Rinderfarmen auf dem Land im Bundeseigentum bestätigt.
Painted Rock, ein Sandsteinfelsen am Rand der Ebene ist den Chumash-Indianern heilig und wird beim Schutz- und Pflegekonzept des Gebietes besonders berücksichtigt. Der Felsen und weitere Orte des Gebietes, sowie Artefakte wurden 2012 als Historic District mit dem Status einer National Historic Landmark anerkannt.

## Ölbohrung
Als die Ölpreise 2007 in die Höhe schnellten, teilte Vintage, Tochterfirma von Occidental Petroleum, dem BLM seine Absicht mit, herauszufinden, ob in der Carrizo-Ebene Öl vorhanden ist. Die im Besitz von Vintage befindlichen Bohrrechte bestanden bereits vor der Schaffung des Monuments durch Präsident Bill Clinton im Jahr 2001.  Das BLM genehmigte 2018 ein Ölbohr- und Pipelineprojekt im Russell Ranch Oil Field innerhalb des Monuments, zog es jedoch zurück, nachdem Los Padres ForestWatch und das Center for Biological Diversity Einspruch erhoben hatten, wobei sie unter anderem die Gefahr von Ölaustritten, Luftverschmutzung und die Beeinträchtigung der Tierwelt anführten. Das BLM genehmigte das Projekt im Jahr 2020, nachdem seine Analyse ergeben hatte, dass die neue Bohrung keine unangemessenen Gesundheits- oder Sicherheitsbedenken aufwirft, keine signifikanten Auswirkungen auf die Umwelt hat und mit den Verwaltungsrichtlinien für das Monument vereinbar ist. Im Jahr 2022 wurde eine Einigung über eine von den Naturschutzgruppen im Jahr 2020 eingereichte Klage gegen das BLM erzielt. Das BLM wies E&B Natural Resources an, elf seit langem ruhende Ölquellen dauerhaft zu schließen und zu entfernen, die Ölfelder und mehr als 4,8 km Zufahrtsstraßen wieder in einen natürlichen Zustand zu versetzen sowie Pipelines, Stromleitungen und andere Infrastruktur innerhalb des Monuments zu entfernen.

## Rinderbeweidung

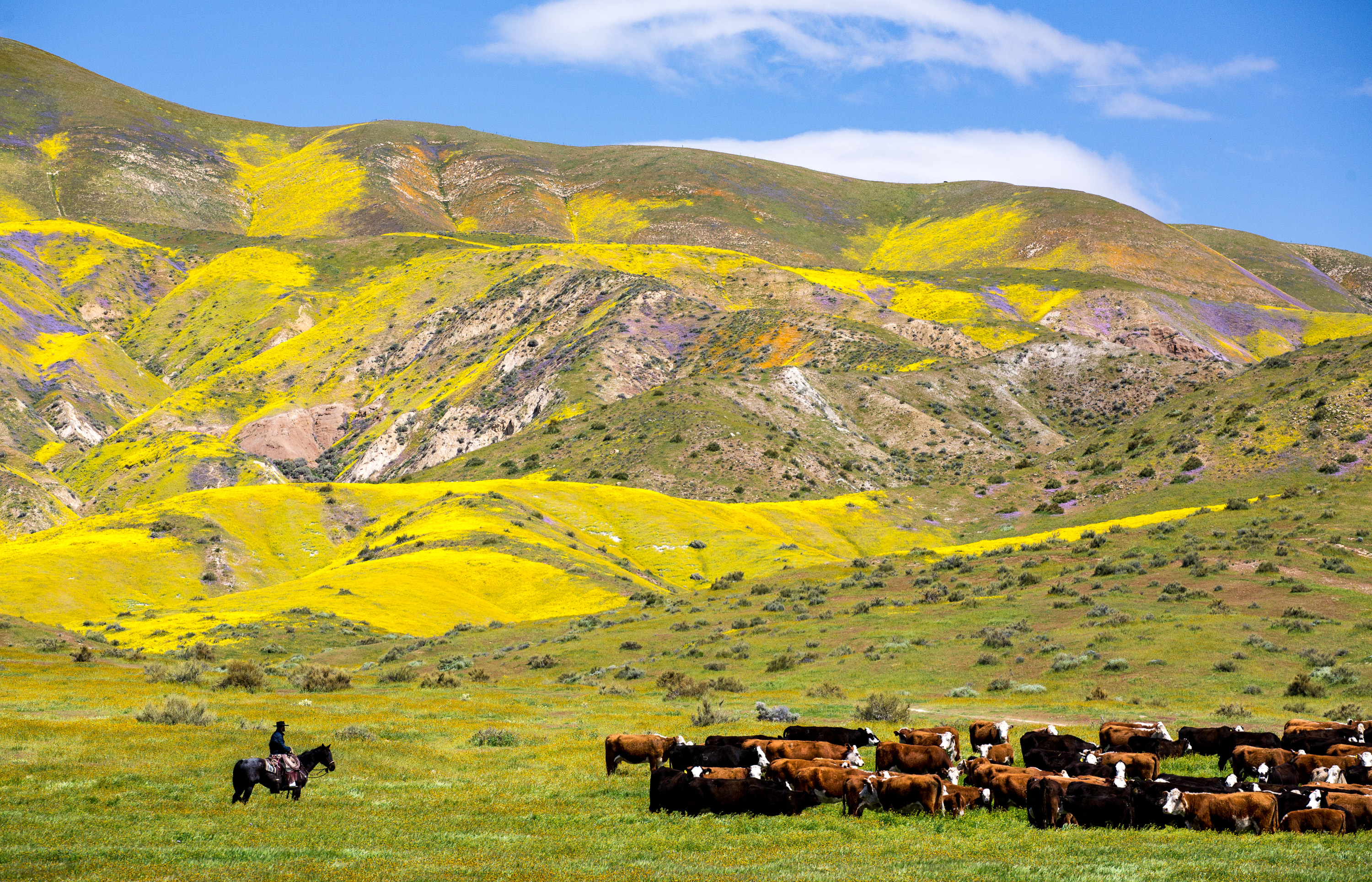
Rinder im Gebiet während Superblüte

Wenige Themen des Managementplans aus den 1990er Jahren  waren so umstritten wie die Weidewirtschaft mit Rindern. Der interne Streit im BLM sorgte landesweit für Schlagzeilen, als Marlene Braun, die verantwortliche bei BLM für den Managementplan, 2005 Selbstmord beging. Wie BLM enthüllte, hatte Braun kurz vor ihrem Tod ausführlich über die Weidewirtschaft gesprochen. Die Presidential Proclamation für das Carrizo Plain National Monument befasste sich mit der Weidewirtschaft, ihre Formulierungen ähneln jedoch denen der meisten ähnlichen Presidential Proclamations. Die Proklamation wies das BLM an, die Weidewirtschaft gemäß den geltenden Gesetzen und Vorschriften zu verwalten. Braun entschied sich dafür, die Weideflächenzuteilungen für private Rancher des Taylor Grazing Act auslaufen zu lassen und durch kostenlose Nutzungsgenehmigungen zu ersetzen. Diese Maßnahme stieß sowohl bei vielen Viehzüchtern als auch bei Brauns Vorgesetzten Ron Huntsinger auf Widerstand. Ihre Vorgehensweise, die es dem BLM erlaubte, die Besatzdichte saisonal festzulegen, anstatt sie für zehn Jahre zu garantieren, widersprach den Wünschen des BLM. Braun und Huntsinger gerieten wiederholt aneinander, und Braun sah sich zum Zeitpunkt ihres Todes mit der Aussicht auf harte Strafen wegen Gehorsamsverweigerung konfrontiert. Was als politischer Streit begann – ob Vieh auf den empfindlichen Carrizo-Graslandschaften weiden sollte oder nicht – entwickelte sich zu einem Sumpf aus Umweltpolitik und Amtsstreitigkeiten, von dem Braun überzeugt war, dass er sowohl ihre Zukunft als auch die Landschaft, die sie liebte, bedrohte.